# Oiartzun
Pour l’article ayant un titre homophone, voir Oyarzún.
Oiartzun en basque ou Oyarzun en espagnol est une commune du Guipuscoa dans la communauté autonome du Pays basque en Espagne.
La commune fait partie de l'Eurocité basque Bayonne - San Sebastian. Le Carnaval d'Oiartzun, fêté en début d'année, est un carnaval populaire.

## Étymologie
Le nom du village a été traditionnellement écrit Oyarzun en espagnol et Oiartzun depuis quelques décennies, aussi bien en basque qu'en espagnol, bien que la prononciation soit légèrement différente dans les deux langues. Le nom traditionnel du village a été officiellement adopté par la municipalité en 1990 et repris par le Journal de l'État en 1996 : actuellement, la seule dénomination officielle de la municipalité est la basque, Oiartzun.
On croit que le nom dérive d'Oiasso (également « Oiasona », « Oeaso » ou « Oiarso » selon les sources), un noyau de population qui remonte à l'époque romaine et qui était situé dans l'Irun moderne. Néanmoins, les mines d'Arditurri, exploitées par les Romains, se trouvent dans le sous-sol de la commune. Et plus précisément dans la zone des trois couronnes, ce qui montre que la vallée d'Oiartzun faisait partie du secteur d'influence d'Oiasso.
Postérieurement, ce nom évolue : au Moyen Âge, il était connu comme « Oiarso » et plus tard il devient « Oyarzun ». Cette évolution est due à la ressemblance existant entre le nom de la vallée et le mot basque oihartzun, qui veut dire écho et dérive finalement d'une homophonie des deux mots.
Le gentilé des habitants est oyarzuarra en espagnol et oiartzuarra en basque, aussi bien pour le masculin que le féminin ; tous les deux dérivent du nom basque du village et du suffixe -(t)ar, utilisé pour les gentilés.

## Quartiers
Les communes limitrophes sont Irun, Lezo, Errenteria, Goizueta et Lesaka.
La municipalité présente un habitat assez dispersé, formé par divers quartiers disséminés dans la vallée d'Oiartzun. Le noyau urbain principal et l'endroit où se situe la cœur de cette municipalité est Elizalde, le quartier de l'église. Les autres quartiers traditionnels sont : Altzibar, Arragua, Ergoien, Gurutze, Iturriotz, Karrika et Ugaldetxo.

## Héraldique
|  | Les armes de Oiartzun se blasonnent ainsi : De gueules au château d'or surmonté d'une tour du même, sommée d'une étoile aussi d'or, sur une terrasse de sinople, accosté de deux arbres du même sommés chacun d'une étoile d'or,. Note : il semblerait qu'il y ait une erreur sur le blasonnement. On parle de Sommé (qui touche l'élément juste en dessous) alors qu'il s'agit de Surmonté (qui ne touche pas l'élément au-dessous). |

## Démographie
| 1900  | 1910  | 1920  | 1929  | 1941  | 1950  | 1960  | 1970  | 1981  | 1991  | 2000  | 2005  |
| ----- | ----- | ----- | ----- | ----- | ----- | ----- | ----- | ----- | ----- | ----- | ----- |
| 3.960 | 4.268 | 4.200 | 4.378 | 5.579 | 5.273 | 5.346 | 6.704 | 7.664 | 8.814 | 9.195 | 9.728 |

## Patrimoine

### Patrimoine civil
- Mairie : construite en 1678.
- Maison-tour Iturriotz.
- Grotte de Torre : gisement archéologique du Paléolithique supérieur.
- Cromlechs de Kauso I et II, Arritxurrieta, Munere, Errenga, Arritxulangaña, Egiar et Oianleku.
- Mines d'Arditurri : site minier exploité depuis l'époque romaine jusqu'au XXe siècle. Il existe des restes de galeries romaines.

### Patrimoine religieux
- Paroisse de San Esteban : église gothique du XVIe siècle.
- Basilique de San Juan Bautista : siège de la Bibliothèque Municipale.

## Culture
- Soinuenea Fundazioa : centre de documentation et d'études sur la musique basque populaire.

## Fêtes et traditions
- Les fêtes patronales sont célébrées le 3 août, jour de la saint Étienne.
- Le carnaval d'Oiartzun (Oiartzungo Ihotik en basque) est un carnaval basque célébré douze jours avant le mercredi des Cendres.

## Mythologie basque
Oihartzun ou Oiarzun est l'« écho » dans la mythologie basque qui apparait dans plusieurs mythes, une sorte de réponse de la montagne à nos appels, à nos voix ; c'est que l'on dit dans certains villages. À Berastegi, on dit que c'est le Basajaun qui fait cette réponse. À Oleta (Alava), c'est la réponse de Mari d'Anboto.

## Jumelages
Oiartzun est jumelé avec :
- Carhaix-Plouguer (France), depuis 1988.

## Personnalités
- Iker Leonet (1983) : cycliste professionnel.
- Miguel María Lasa (1947) : cycliste professionnel dans les années 1970.
- José Manuel Lasa : cycliste professionnel, frère du précédent.
- Xabier Lete (1944-2010) : chanteur.
- Domingo Txomin Perurena (1943-2023) : cycliste professionnel dans les années 1960 et 1970 et puis directeur sportif.
- Juan María Lekuona (1927-2005) : poète en basque et étudiant la littérature orale en basque.
- Julen Lekuona (1938-2003) : membre du collectif culturel Ez Dok Amairu, chanteur et traducteur.
- Pedro Berrondo (1919-2002) : prêtre et journaliste (articles).
- Manuel Lekuona (1894-1987) : prêtre, écrivain, historien et promoteur du basque.
- Yon Oñatibia (1911-1979) : écrivain, musicien, homme politique et promoteur du basque. Une rue de la ville porte son nom et est son « fils privilégié ».
- Antonio Echevarría Albisu (-1975) : maire franquiste d'Oiartzun. Il fut le premier homme politique basque assassiné par ETA et la première victime d'ETA depuis la mort du dictateur Francisco Franco.
- Josu García (1965) : musicien, compositeur, membre de « Martin & Garcia » et de « Tequila ».
- Ioritz Mendizabal (1974-) jockey.

## Galerie

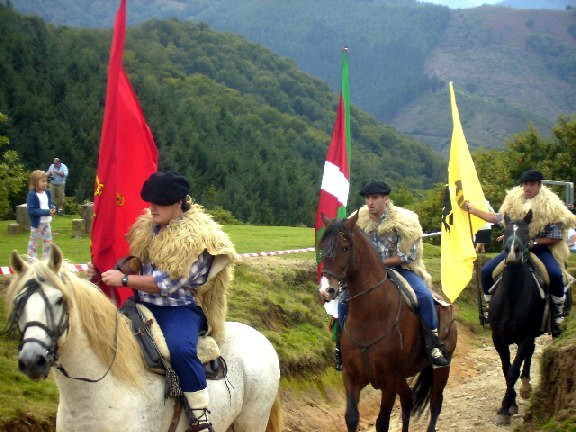
Jour des Abertzaleak
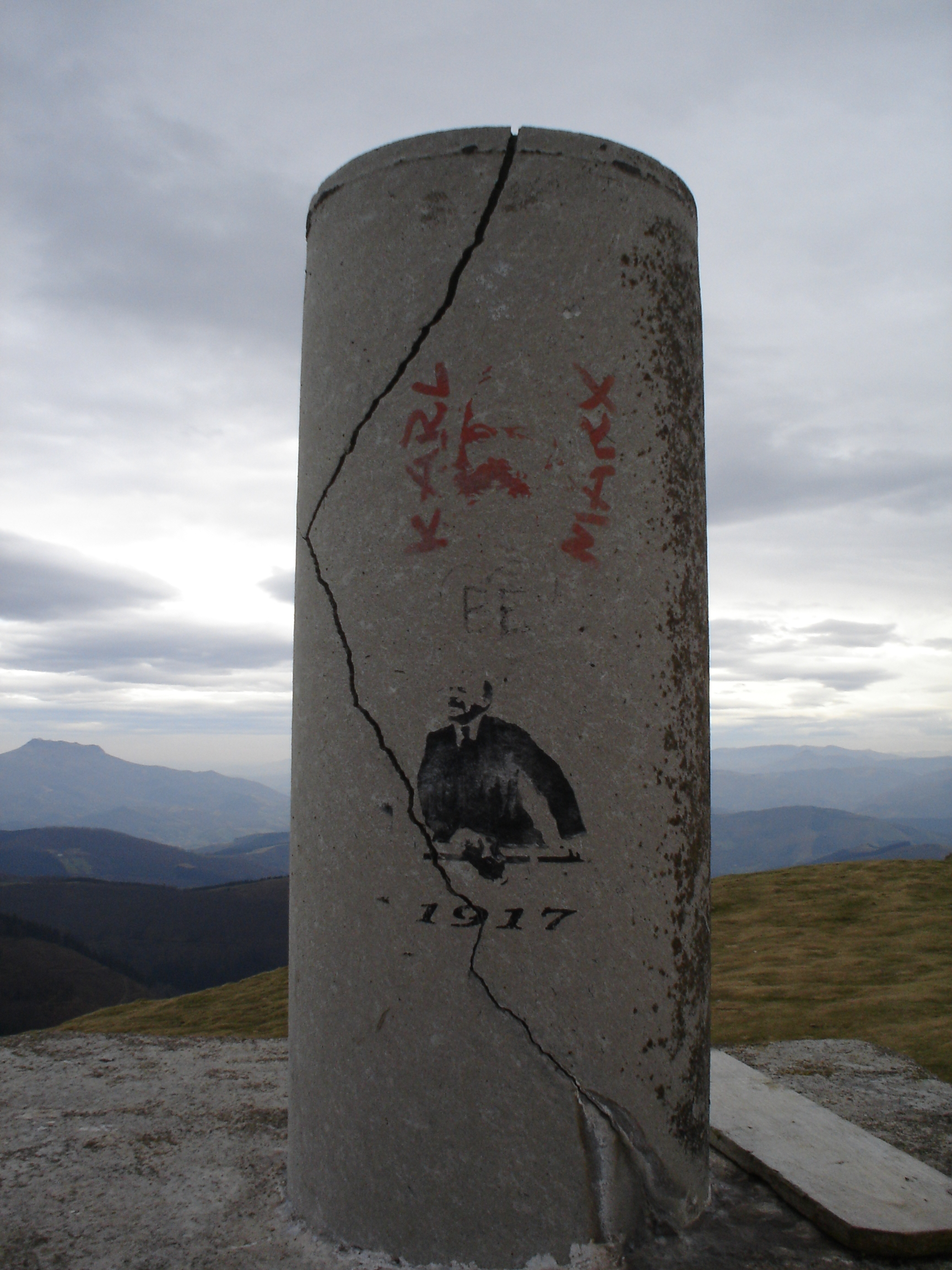
Peinture sur Marx et Lénine sur le mont Bianditz
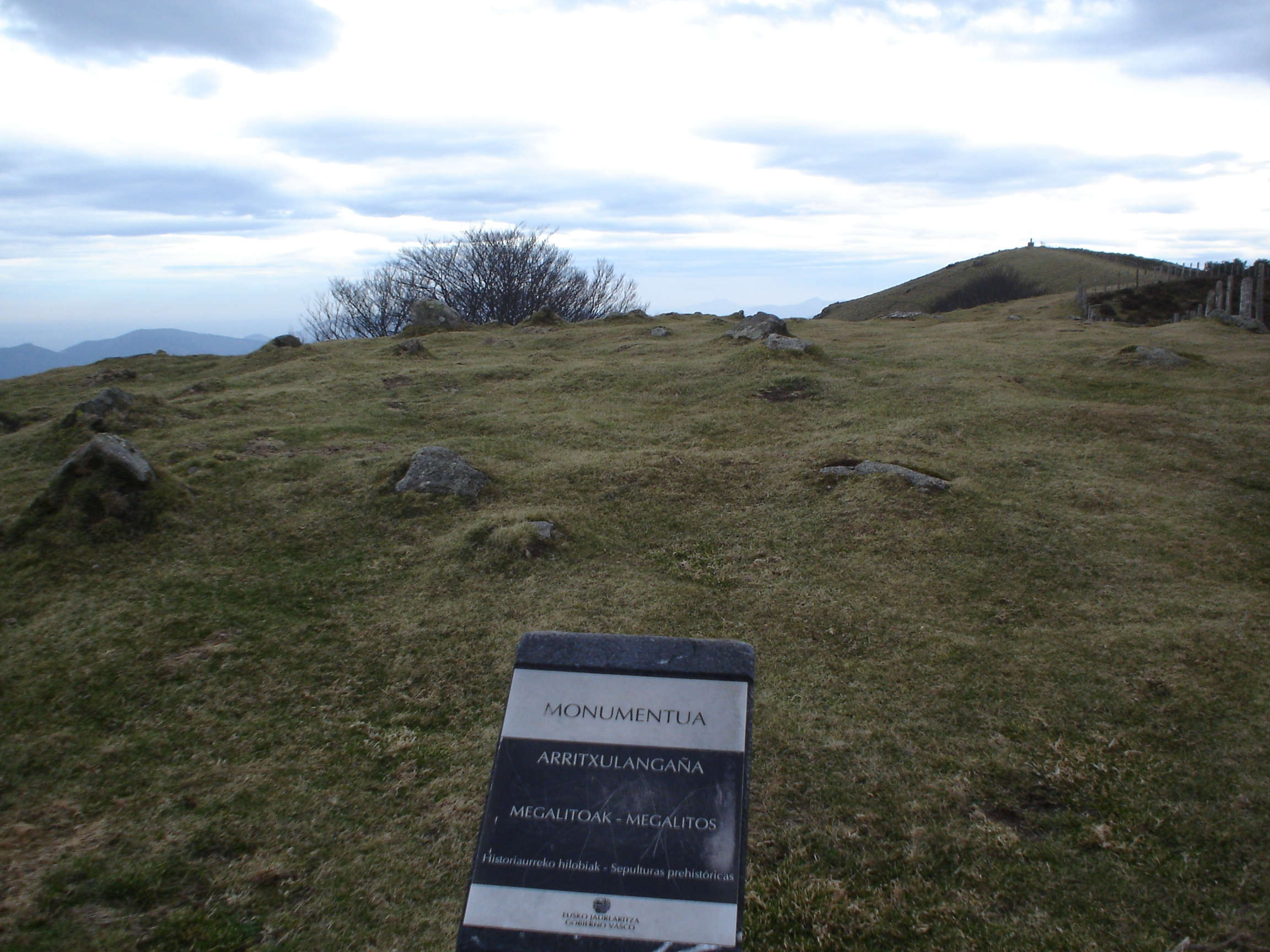
Mégalithe sur le mont Bianditz
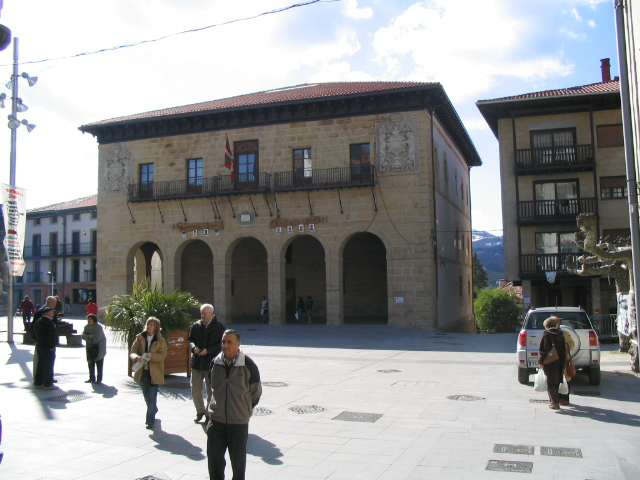
Place de la mairie
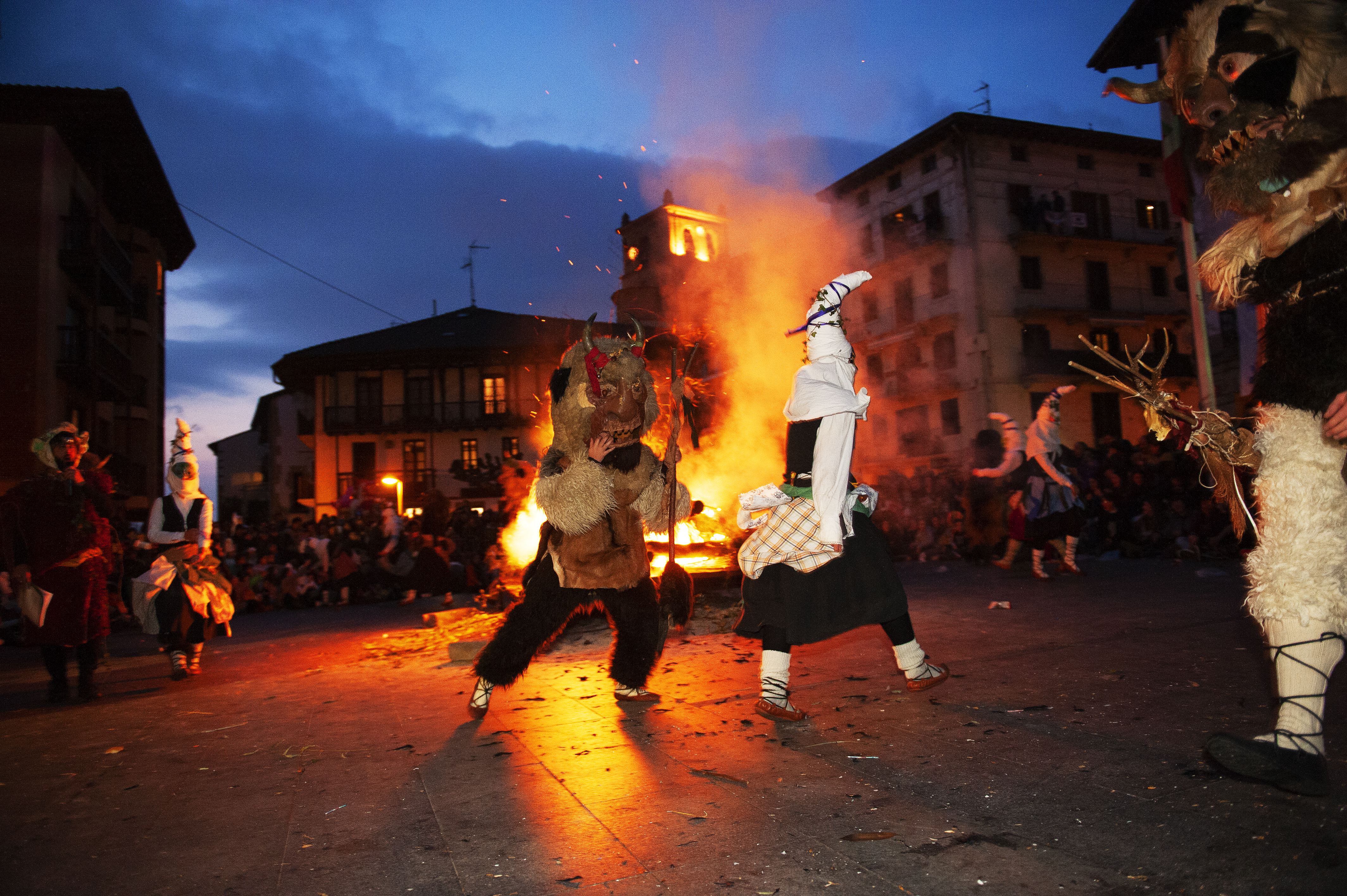
Le carnaval d'Oiartzun
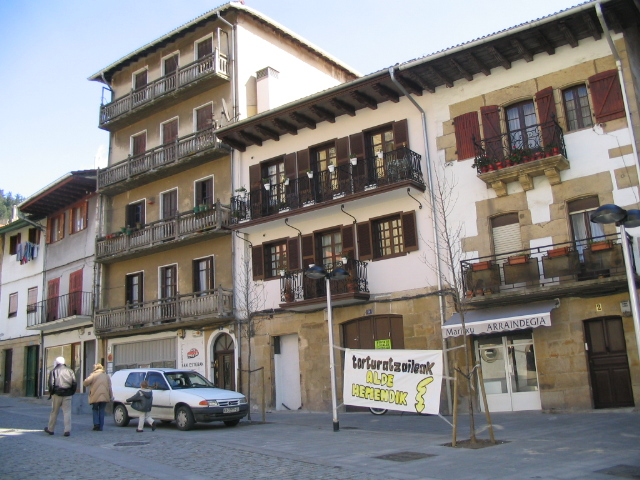
Édifice à Oiartzun
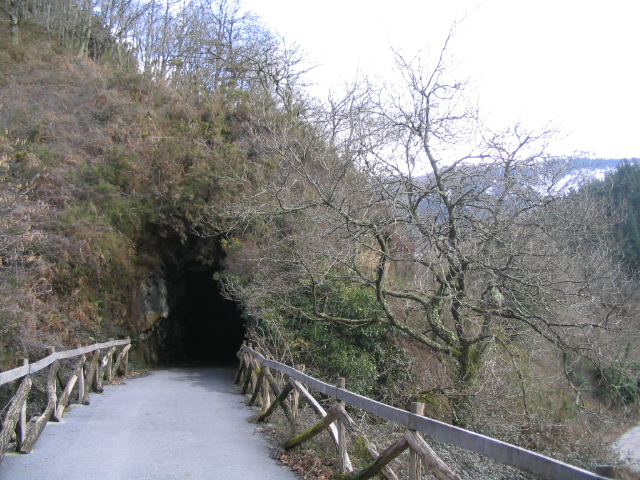
Ancienne mines romaines

### Sources
- (es) Cet article est partiellement ou en totalité issu de l’article de Wikipédia en espagnol intitulé « Oyarzun (Guipúzcoa) » (voir la liste des auteurs).